# Sylvain Bès

a Compétitions nationales et continentales officielles uniquement.

b Matchs officiels uniquement.
Sylvain Bès, né le 2 juillet 1911 à Belfort-sur-Rebenty (Aude) et décédé le 19 mars 2004 à Toulouse (Haute-Garonne), est un joueur de rugby à XV et de rugby à XIII, international français pour cette seconde variante du rugby, évoluant au poste de demi de mêlée ou de centre dans les années 1920, 1930 et 1940.
Sylvain Bès intègre le club du Stade toulousain à ses dix-huit ans s'y révélant comme l'un des meilleurs demi de mêlées du Championnat de France. En 1930, il prend part malgré lui à la dissidence du club toulousain qui opère une scission au sein du rugby français en rejoignant l'Union française de rugby amateur durant deux saisons. Sylvain Bès reste fidèle au stade et remporte les deux éditions de ce Championnat nommé Tournoi des douze en 1930-31 et Tournoi des quatorze en 1931-32. Le club toulousain réintègre le Championnat de France 1932-33. En 1933, Sylvain priorise ses études de pharmacie et joue au sein du Toulouse Université Club le temps d'une saison puis poursuit ses études sur Carcassonne en 1934. Désireux de rejoindre l'A.S. Carcassonne il doit patienter une année en raison de l'interdiction de rejoindre un club sous un délai de deux années. Il reprend ainsi part au Championnat de France en 1935-36 avec un quart de finale perdue contre l'A.S. Montferrand puis un second quart-de-finale perdue en 1936-37 contre le même adversaire.
De retour sur Toulouse en 1937 pour son service militaire, Sylvain Bès décide alors de changer de code de rugby pour signer en rugby à XIII au Toulouse olympique XIII nouvellement créé. Véritable révélation de la saison, il connaît les honneurs de l'équipe de France pour son unique sélection en janvier 1938 contre l'Australie que le rugby à XV lui avait refusé. Il dispute la saison suivante la finale de la Coupe de France 1939 perdue contre le XIII Catalan 7 à 3.
La Seconde Guerre mondiale met un terme à sa carrière sportive et il part s'installer à Villeneuve-sur-Lot où il ouvre une pharmacie. Il rehausse ses crampons durant la guerre une année le temps de remporter la Coupe de France en 1944 mais en rugby à XV en raison de l'interdiction du rugby à XIII en France avec le Toulouse olympique. Après la guerre, il renoue alors avec le rugby à XIII, de nouveau autorisé, tout d'abord deux années à l'U.S. Villeneuve puis une année au Toulouse olympique XIII, avant de mettre un terme définitif à sa carrière. Il prend par la suite des rôles au sein de l'organigramme du club toulousain dans les années 1950.

## Biographie
Sylvain Bès naît le 2 juillet 1911 à Belfort-sur-Rebenty. Son père, Pierre Bès (né le 7 septembre 1882 à Espezel et Mort pour la France le 27 août 1914 à Stenay en Meuse), est négociant, et sa mère, Émilie Richard  (née le 2 septembre 1880 à Belfort-sur-Rebenty et morte le 23 mai 1950 à Villeneuve-sur-Lot) est sans profession. Il a deux frères aînés - Louis (1905-1993 - finaliste du Championnat de France de rugby à XV 1928-1929 avec le F.C. Lézignan) et Jean (1911-2004). Il se marie une première fois le 9 juin 1936 à Georgette Bonnefond, en la mairie de Toulouse, puis une seconde fois le 13 décembre 1948 à Huguette Paluteau, en la mairie de Villeneuve-sur-Lot, avec laquelle il a un enfant.

## Palmarès

### Rugby à XV
- Collectif :
  - Vainqueur du Tournoi U.F.R.A. : 1931 et 1932 (Stade toulousain).
  - Vainqueur de la Coupe de France : 1944 (Toulouse olympique).

#### Détails en club
| Saison                                       | Saison             | Championnat               | Championnat | Coupe           | Coupe     |
| Saison                                       | Saison             | Comp.                     | Class.      |                 |           |
| -------------------------------------------- | ------------------ | ------------------------- | ----------- | --------------- | --------- |
| 1929-30                                      | Stade toulousain   | Championnat de France     | Poule de 3  |                 |           |
| 1930-31                                      | Stade toulousain   | Tournoi des douze         | Champion    |                 |           |
| 1931-32                                      | Stade toulousain   | Tournoi des quatorze      | Champion    |                 |           |
| 1932-33                                      | Stade toulousain   | Championnat de France     | Poule de 9  |                 |           |
| 1933-34                                      | Toulouse U.C.      | Championnat universitaire | -           |                 |           |
| 1934-35                                      | AS Carcassonne     | Championnat de France     | Interdit    |                 |           |
| 1935-36                                      | AS Carcassonne     | Championnat de France     | 1/4 finale  |                 |           |
| 1936-37                                      | AS Carcassonne     | Championnat de France     | 1/4 finale  |                 |           |
| Sylvain Bès rejoint le rugby à XIII en 1937. |                    |                           |             |                 |           |
| 1943-44                                      | Toulouse olympique | Championnat de France     | 1/2 finale  | Coupe de France | Vainqueur |

### Rugby à XIII
- Collectif :
  - Finaliste de la Coupe de France : 1939 (Toulouse olympique XIII).

#### Détails en sélection
| 1. | 1er janvier 1938 | Australie | 6-35 | Test-match | Demi de mêlée | - | - | - | - |

#### Détails en club
| Saison                                                                         | Saison                  | Championnat           | Championnat | Coupe           | Coupe      | Sélection | Sélection | Sélection | Sélection | Sélection | Sélection |
| Saison                                                                         | Saison                  | Comp.                 | Class.      | Comp.           | Class.     | Comp.     | M         | Pts       | Ess.      | Buts      | Dp.       |
| ------------------------------------------------------------------------------ | ----------------------- | --------------------- | ----------- | --------------- | ---------- | --------- | --------- | --------- | --------- | --------- | --------- |
| 1937-1938                                                                      | Toulouse olympique XIII | Championnat de France | 1/4 finale  | Coupe de France | 1/4 finale |           | 1         | -         | -         | -         | -         |
| 1938-1939                                                                      | Toulouse olympique XIII | Championnat de France | 6e          | Coupe de France | Finaliste  |           |           |           |           |           |           |
| La Seconde Guerre mondiale débute puis le rugby à XIII est interdit en France. |                         |                       |             |                 |            |           |           |           |           |           |           |
| 1944-1945                                                                      | U.S. Villeneuve         | Championnat de France | 1/4 finale  | Coupe de France | 1/2 finale |           |           |           |           |           |           |
| 1945-1946                                                                      | U.S. Villeneuve         | Championnat de France | ?           | Coupe de France | 1/2 finale |           |           |           |           |           |           |
| 1946-1947                                                                      | Toulouse olympique XIII | Championnat de France | 1/4 finale  | Coupe de France | 1/4 finale |           |           |           |           |           |           |